# Rio Walla Walla
O rio Walla Walla é um afluente do rio Columbia, unindo-se a este logo acima de Wallula Gap no sudeste de Washington, nos Estados Unidos da América. 
Sua nascente está localizada nas Montanhas Azuis no nordeste de Oregon, onde tem origem as bifurcações Norte e Sul do rio Walla Walla. Os terrenos circundantes são cobertos por florestas e possuem uma rede de trilhas para caminhadas e a prática de mountain bike, uma das quais segue em direção ao lago Jubilee.